# Cyclosa fuliginata
Cyclosa fuliginata là một loài nhện trong họ Araneidae.
Loài này thuộc chi Cyclosa. Cyclosa fuliginata được Ludwig Carl Christian Koch miêu tả năm 1872.